# Лурия, Рохл
Рохл Лурия (идиш רחל לוריא‎‎; 1882, Вевиржаны Россиенского уезда Ковенской губернии — 28 января 1929, Нью-Йорк) — американский еврейский прозаик и журналист. Писала на идише.
Родилась в местечке Вевиржаны Ковенской губернии (ныне Вейвирженай Клайпедского района Литвы).
Дебютировала новеллой «Белые лилии» в американской еврейской прессе в 1909 году. Публиковала рассказы и новеллы, главным образом написанные от лица персонажей-мужчин. В 1918 году выпустила сборник короткой прозы «מאָדנע מענטשן» (моднэ менчн — странные люди), в 1925 году отдельным изданием вышла повесть для детей «זיבן װײַבער אין אײנער» (зибм вайбер ин эйнер — семь жён в одной, Нью-Йорк: Цвайгн).
Печаталась в нью-йоркских газетах «Дер тог» (День) и «Дер моргн журнал» (Jewish Morning Journal, Утренний журнал), в 1917—1929 годах работала в редакции последнего. Жила по адресу 31 West 120th Street в Манхэттэне.
Рассказы Рохл Лурии были переизданы в переводе на английский язык в сборнике «Modern Jewish Women Writers in America» под редакцией Evelyn Avery (Palgrave Macmillan, 2007).